# 潤鎮魂歌
潤 鎮魂歌（じゅん れくいえむ、1984年3月9日 - ）は、日本の男性総合格闘家。本名は中村 潤（なかむら じゅん）。滋賀県米原市出身。国内軽量級屈指の寝業師で特に足関節技には定評がある。総合格闘技ハーヴェスト主宰。

## 来歴
2009年6月14日、第6回中部アマチュア修斗選手権・フライ級（-52kg）で優勝。
2009年9月27日、第16回全日本アマチュア修斗選手権・フライ級で優勝。
2011年4月17日、プロ修斗デビュー戦となった新人王決定トーナメント・フライ級1回戦でゲン・イケダと対戦し、腕ひしぎ十字固めで一本勝ち。7月18日、2回戦で鍋島潤と対戦し、腕ひしぎ十字固めで一本勝ち。10月1日、準決勝で阿藤リトルと対戦し、腕ひしぎ十字固めで一本勝ち。12月18日、決勝戦で竹尾理と対戦し、3-0の判定勝ちを収めフライ級新人王を獲得した。
2012年2月12日、修斗でオールラウンダーの澤田健壱と対戦し、腕ひしぎ十字固めで一本勝ちを収めた。
2012年10月7日、HEAT24でオールラウンダーの室伏カツヤと対戦し、カーフスライサーで一本勝ちを収めた
。この試合でのインパクトにより、名前が広く知れわたることとなった。
2015年12月13日、パンクラス273で空手ベースの松永義弘と対戦し、3-0の判定勝ちを収めた。
2016年10月02日、パンクラス281でMFLフライ級王者であり元レスリング全米王者のジャレッドブルックスと対戦し、自身初のKO負け。プロ初黒星となった。
2019年4月28日、DEEP CAGE IMPACT IN OSAKA 2019で元柔道国体選手の永井美自戒と対戦し、2-1の判定勝ちを収めた。
2019年11月17日、DEEP&パンクラスで伝統派空手ベースのストライカー川原波輝と対戦し、右ハイキックからのパウンドでKO負け。
2022年4月10日、前田吉朗引退興行でオールラウンダーの木戸脇広樹と対戦し、3-0の判定勝ちを収めた。

## 戦績

### プロ総合格闘技
| 総合格闘技 戦績 | 総合格闘技 戦績 | 総合格闘技 戦績 | 総合格闘技 戦績 | 総合格闘技 戦績 | 総合格闘技 戦績 | 総合格闘技 戦績 |
| --------------- | --------------- | --------------- | --------------- | --------------- | --------------- | --------------- |
| 11 試合         | (T)KO           | 一本            | 判定            | その他          | 引き分け        | 無効試合        |
| 9 勝            | 0               | 5               | 4               | 0               | 0               | 0               |
| 2 敗            | 2               | 0               | 0               | 0               | 0               | 0               |

| 勝敗 | 対戦相手               | 試合結果                 | 大会名                                                                             | 開催年月日     |
| ○    | 木戸脇広樹             | 5分3R終了 判定 3-0       | 前田吉朗引退興行                                                                   | 2022年4月10日  |
| ×    | 川原波輝               | 1R 1:56 TKO              | DEEP & PANCRASE OSAKA                                                              | 2019年11月17日 |
| ○    | 永井美自戒             | 5分2R終了 判定2-1        | DEEP CAGE IMPACT IN OSAKA 2019                                                     | 2019年4月28日  |
| ×    | ジャレッド・ブルックス | 2R 1:23 KO               | PANCRASE 281                                                                       | 2016年10月02日 |
| ○    | 松永義弘               | 3分3R終了 判定3-0        | PANCRASE 273                                                                       | 2015年12月13日 |
| ○    | 室伏カツヤ             | 1R 1:16 カーフスライサー | HEAT24                                                                             | 2012年10月7日  |
| ○    | 澤田健壱               | 2R 2:30 腕ひしぎ十字固め | 修斗 SHOOTO GIG CENTRAL vol.24 〜愛と勇気を〜                                      | 2012年2月12日  |
| ○    | 竹尾理                 | 5分2R終了 判定3-0        | 修斗 THE ROOKIE TOURNAMENT 2011 FINAL 【新人王決定トーナメント フライ級 決勝】     | 2011年12月18日 |
| ○    | 阿藤リトル             | 1R 1:34 腕ひしぎ十字固め | 修斗 SHOOTING DISCO 16 〜Regeneration〜 【新人王決定トーナメント フライ級 準決勝】 | 2011年10月1日  |
| ○    | 鍋島潤                 | 2R 3:00 腕ひしぎ十字固め | 修斗 SHOOTOR'S LEGACY 03 【新人王決定トーナメント フライ級 2回戦】                 | 2011年7月18日  |
| ○    | ゲン・イケダ           | 1R 1:41 腕ひしぎ十字固め | 修斗 SHOOTO GIG CENTRAL Vol.22 【新人王決定トーナメント フライ級 1回戦】           | 2011年4月17日  |

### アマチュア総合格闘技
| 勝敗 | 対戦相手 | 試合結果           | 大会名                                                  | 開催年月日    |
| ○    | 阿藤貴史 | 0:13 KO            | 第16回全日本アマチュア修斗選手権大会【フライ級 決勝】   | 2009年9月27日 |
| ○    | 昼間樹   | 3分2R終了 22-20    | 第16回全日本アマチュア修斗選手権大会【フライ級 準決勝】 | 2009年9月27日 |
| ○    | 門脇英雄 | 4分1R終了 28-21    | 第16回全日本アマチュア修斗選手権大会【フライ級 2回戦】  | 2009年9月27日 |
| ○    | 竹井徳之 | 4分1R終了 28-25    | 第16回全日本アマチュア修斗選手権大会【フライ級 1回戦】  | 2009年9月27日 |
| ○    | 小池将司 | 3分2R終了 51-43    | 第6回中部アマチュア修斗選手権大会【フライ級 決勝】      | 2009年6月14日 |
| ○    | 堀井俊和 | 3:26 アームロック  | 第6回中部アマチュア修斗選手権大会【フライ級 1回戦】     | 2009年6月14日 |
| ×    | 仙敷篤憲 | 4分1R終了 20-22    | 第4回中部アマチュア修斗選手権大会【フライ級 1回戦】     | 2007年3月24日 |
| ×    | 阿部博之 | 2:41 アームロック  | 第13回全日本アマチュア修斗選手権大会【フライ級 1回戦】  | 2006年9月24日 |
| ○    | 藤澤輝生 | 2R 0:27 膝十字固め | 第6回西日本アマチュア修斗選手権大会【フライ級 決勝】    | 2006年7月9日  |

## 獲得タイトル
- 第6回西日本アマチュア修斗選手権 フライ級 優勝 (2006年)
- 第6回中部アマチュア修斗選手権 フライ級 優勝 (2009年)
- 第16回全日本アマチュア修斗選手権 フライ級 優勝 (2009年)
- 修斗フライ級新人王（2011年）